# Eau Rouge y Raidillon

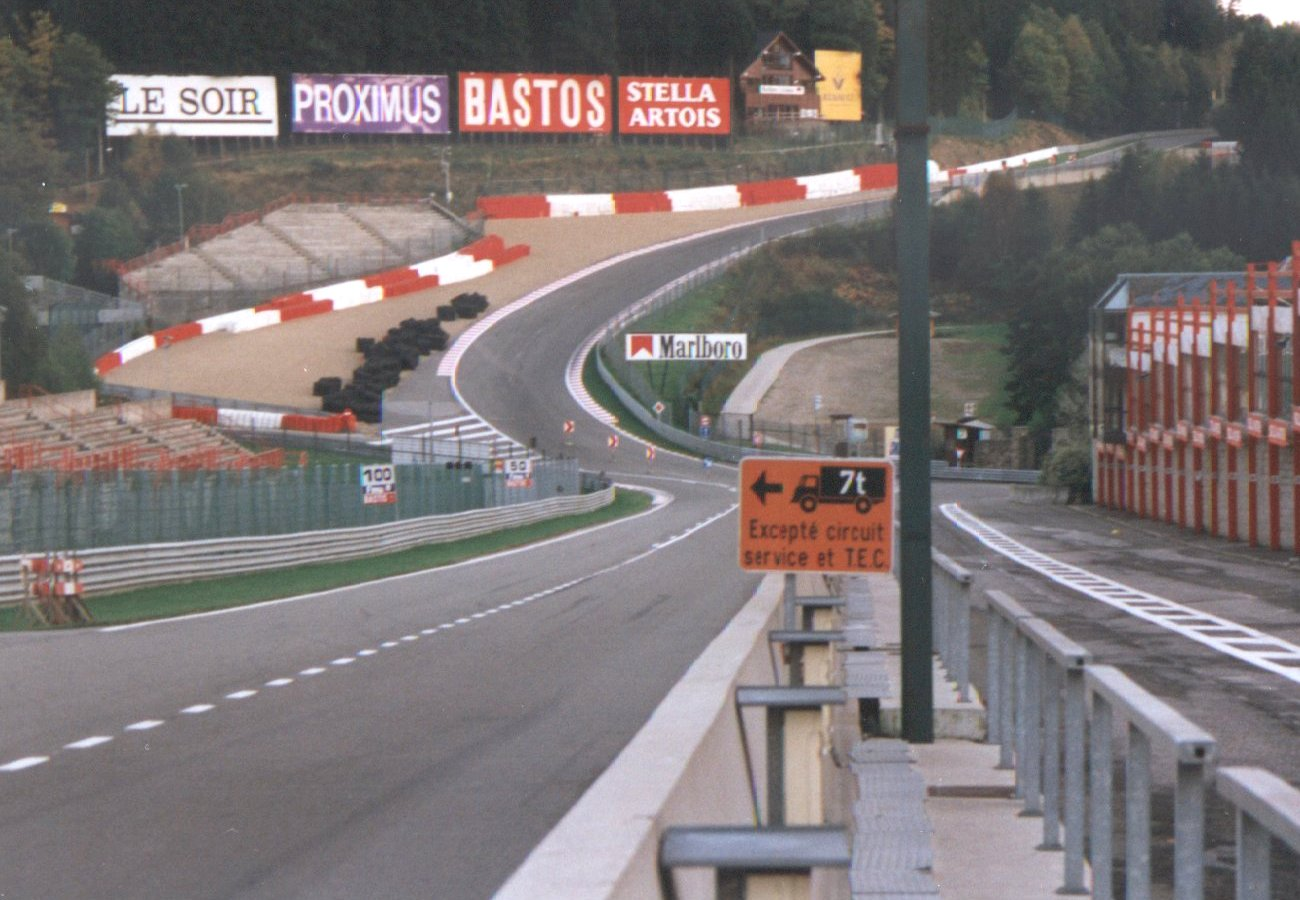
Eau Rouge y Raidillon en 1997.

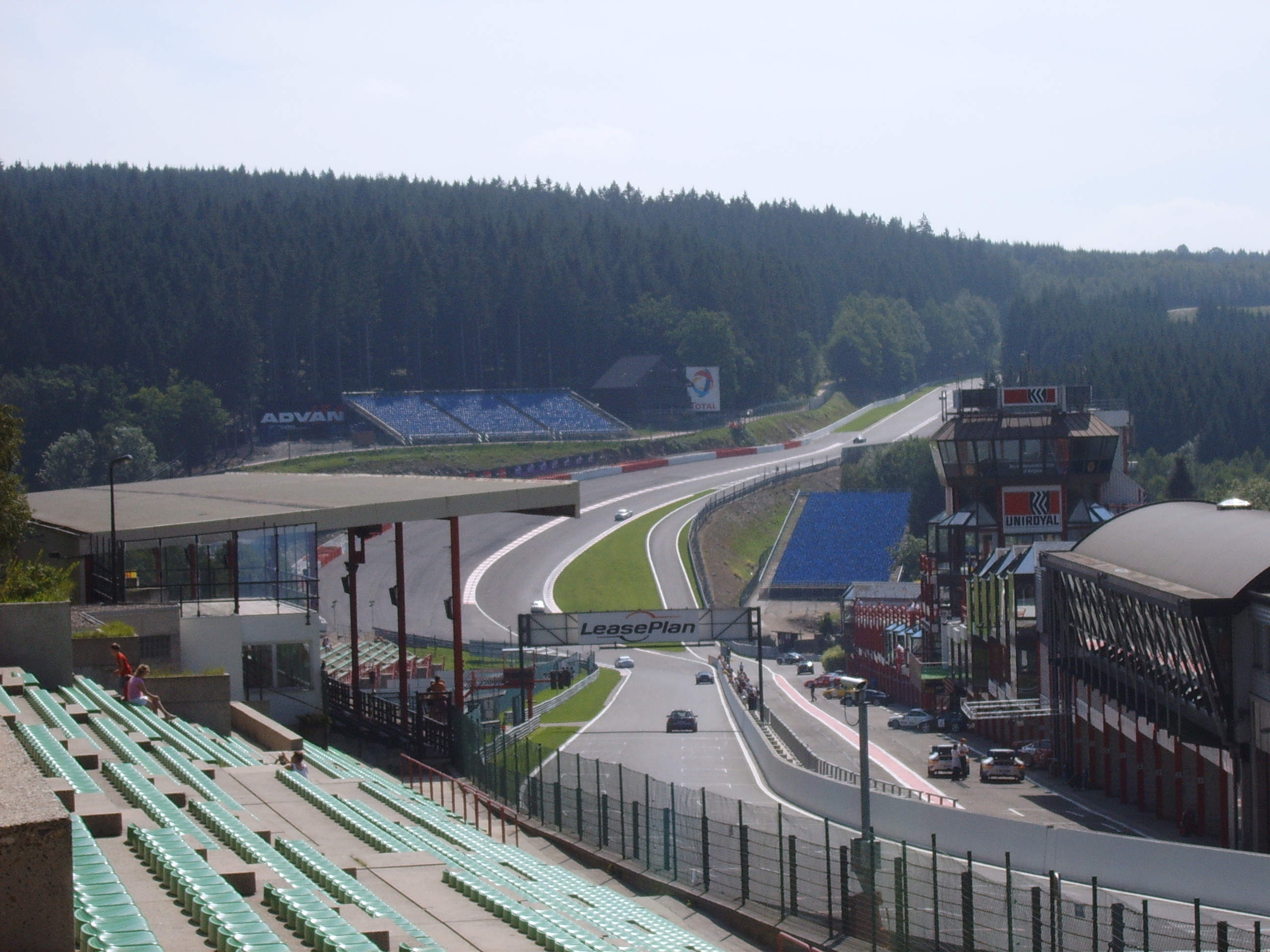
Eau Rouge y Raidillon desde las tribunas.

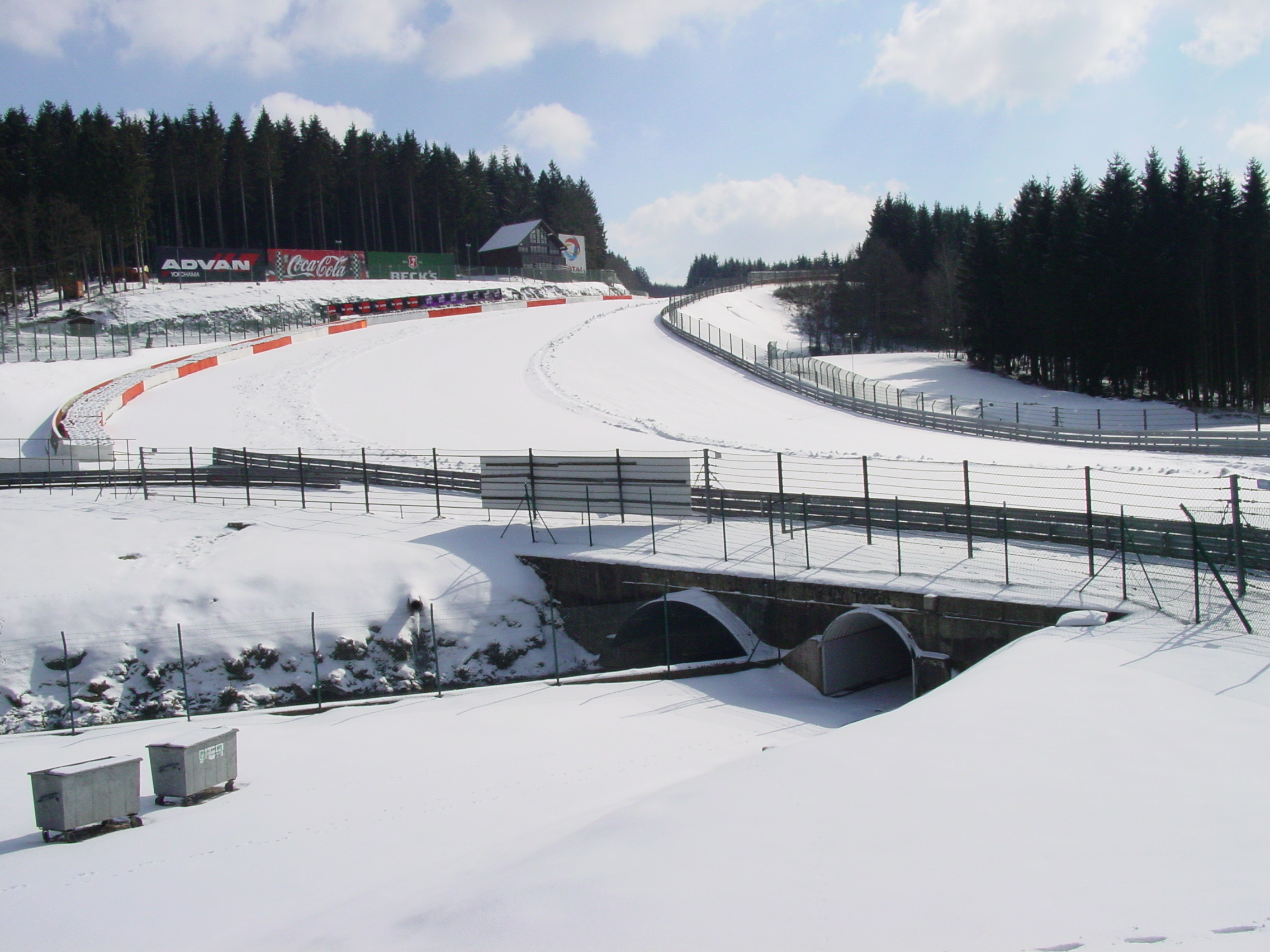
Eau Rouge y Raidillon en invierno.

Eau Rouge y Raidillon, a veces Raidillon de l’Eau Rouge pero simplificadas popularmente como Eau Rouge, son dos curvas de alta velocidad en la forma izquierda-derecha en el Circuito de Spa-Francorchamps en Bélgica, y son ampliamente reconocidas como una de las mejores curvas de cualquier circuito en el mundo.
Situada a la altura en la que la pista atraviesa la corriente del pequeño río Eau Rouge por primera vez, aparece después de una bajada que sigue al giro de la actual primera curva. El nombre Eau Rouge deriva del color rojizo del agua por las altas cantidades de hierro (agua roja en español).
Las curvas con la trazada actual fueron estrenadas en el año 1939, ya que anteriormente Eau Rouge dirigía a una pequeña recta que desembocaba en la cerrada curva Ancienne Douane, y luego a otra recta que derivaba en la hoy denominada recta Kemmel.
La curva Eau Rouge es únicamente la curva a izquierda de la parte inferior, mientras que siguiente curva a derecha es Raidillon, pero popularmente se denomina Eau Rouge a ambas. Los monoplazas de Fórmula 1 pueden llegar a alcanzar velocidades de hasta 320 km/h al pasar el punto más bajo.
Eau Rouge se ha cobrado muchas víctimas a lo largo de los años: Stefan Bellof en un Porsche en 1985, tras chocar con Jacky Ickx, Anthoine Hubert en F2 2019, luego de despistarse y ser impactado por Juan Manuel Correa a la salida de la curva, entre otros. También provocó salidas de pista como la de Alex Zanardi con un Lotus en el 1993 y del BAR de Jacques Villeneuve, al que describió como «el mejor accidente que había tenido», y al que siguió un accidente similar de su compañero de equipo Ricardo Zonta (1999). En mayo de 2018 el piloto brasileño Pietro Fittipaldi sufrió un choque en pleno cambio de trayectoria al subir esta curva, ocasionándole fracturas en ambas de sus piernas, y el ruso Matevos Isaakyan en el mismo fin de semana salió de la trazada de la curva y su vehículo levantó su trompa y tomó vuelo, aunque sin consecuencias graves para el piloto.
Después de las muertes de Roland Ratzenberger y Ayrton Senna en el Gran Premio de San Marino de 1994, las siguientes carreras de Fórmula 1 vieron cómo se introducían chicanas hechas con ruedas apiladas. La entrada a Eau Rouge fue obstruida de esa manera en el GP de 1994, aunque se recuperó el trazado original al siguiente año.